# Arthur Hobrecht
Arthur Heinrich Rudolph Johnson Hobrecht (14 de agosto de 1824 - 7 de julio de 1912) fue un político liberal alemán, alcalde de Breslavia (Wrocław) y Berlín. Fue ministro de Finanzas de Prusia durante el gobierno de Otto von Bismarck y miembro de la Cámara de Representantes de Prusia y del Parlamento alemán.

## Biografía
Hobrecht nació en Kobierczyn, Prusia Occidental (Kobierzyn, Polonia) y era hijo de Ludolf Hobrecht. Su madre, de soltera Johnson, era de ascendencia inglesa.
Hobrecht estudió derecho en las universidades de Königsberg (Kaliningrado), Leipzig y Halle. De 1841 a 1844 trabajó en los tribunales de Elbing (Elbląg), Graudenz (Grudziądz) y Marienwerder (Kwidzyn) en Prusia Occidental y fue subdirector de la administración del distrito en Rybnik y Grottkau (Grodków) en la Silesia prusiana de 1847 a 1849. Hasta 1860 ocupó varios cargos administrativos en Posen (Poznan), Gleiwitz (Gliwice) y Marienwerder. En 1860 Hobrecht comenzó a trabajar en el Ministerio del Interior prusiano. En 1863 fue nombrado alcalde de Breslavia y, como tal, miembro de la Cámara de los Lores de Prusia.
Hobrecht sucedió a Carl Theodor Seydel como alcalde de Berlín en 1873. Su hermano menor, James Hobrecht, ya ejercía como jefe de la administración de planificación municipal de Berlín y era responsable del Plan Hobrecht, que acuñó la estructura moderna de la ciudad de Berlín.
Sus intentos de incorporar los suburbios de Charlottenburg y Köpenick y los distritos de Teltow en el sur y Niederbarnim en el norte a la administración de Berlín no tuvieron éxito y llevaron a su renuncia en 1878. Posteriormente fue ministro de finanzas de Prusia entre 1878 y 1879, pero pronto entró en conflicto con el canciller Otto von Bismarck. Tras su destitución, se presentó como candidato al Partido Nacional Liberal de Alemania, siendo elegido miembro de la Cámara de Representantes de Prusia en 1880, mandato que mantendría hasta su muerte en 1912. Hobrecht también fue miembro del Reichstag alemán, representando al distrito electoral de Marienwerder 1 de 1881 a 1884 y al de Marienwerder 3 de 1886 a 1890.
El 14 de agosto de 1904, cuando cumplió 80 años, fue nombrado ciudadano honorario de Berlín. Murió el 7 de julio de 1912 en Lichterfelde (Berlín).